# Кулак
Кулак (рус. кулак) израз је усвојен за вријеме совјетски комунистичких власти који означава добростојећег сељака (који се често није лично бавио физичким радом и због тога је, по мишљењу комуниста или комунистичке државе, имао нечист, незарађен приход, што је утицало на негативну конотацију овог израза), а у ужем смислу означава сељака који се бавио прекупом, лихварњем итд, док у ширем смислу означава имућног сељака, нарочито оног који су користили пољопривредне раднике као радничку снагу.
Послије Октобарске револуције 1917, када су се богати сељаци успротивили реквизицијској прехрамбеној политици совјетске државе, бољшевици су све напредне сељаке сврстали у класу „кулака-експлоататора”, класне непријатеље и противнике совјетске државе. Значење израза мијењало се у зависности од курса СКП(б), у ствари или приближавање кулака класи середњака, постављајући кулаке као засебан посткапиталистички транзициони феномен — класе земљорадника, или ограничавајући је на засебну категорију сеоске елите, класу експлоататора, која широко користи унајмљену радну снагу.
Процјена кулака у законодавном оквиру совјетске државе била је двосмислена, а различита терминологија која је усвојена на пленумима ЦК СКП(б) и коју су користили поједини лидери Руске СФСР била је различита. Карактеристична је двосмисленост у односу совјетске владе према руским кулацима: првобитно курс ка раскулачивању, затим отопљење — „курс према кулацима” и најтежи курс ка ликвидацији кулака као класе, гдје „кулак” коначно постаје класни непријатељ и противник совјетске власти.
Израз кулак је прихваћен и проширен у свим земљама источне Европе у којима је комунизам успостављен након краја Другог светског рата. На сличан начин су израз користили према непослушним сељацима, спровоећи мере одузимања покретних и непокретних ствари, хапшења и ликвидација. У ФНР Југославији прогон кулака се одвијао под паролом обавезног откупа, где су оређиване огромне квоте за предају пољоприврених производа, а све који нису успевали да испуне задате обавезе, хапшени су, пребијани и масовно кажњавани тешким затворским казнама.